# Konstantinos Karvelas
Konstantinos Karvelas (griechisch Κωνσταντίνος Καρβελάς; Lebensdaten unbekannt) war ein griechischer Marathonläufer.
Bei den Olympischen Zwischenspielen 1906 in Athen wurde er Siebter.